# Катастрофа E-190 в Ичуне
Катастрофа E-190 в Ичуне — авиакатастрофа самолёта Е-190 под городом Ичунь (Хэйлунцзян), произошедшая 24 августа 2010 года в 22:10 по местному времени. Это первая в истории катастрофа с самолётом Embraer Е-190.

## События
Самолёт Embraer E-190 авиакомпании «Henan Airlines», вылетевший рейсом VD8387 из аэропорта города Харбина в 20.45 по местному времени (16:45 мск), потерпел крушение в аэропорту города Ичунь (провинция Хэйлунцзян) на северо-востоке Китая. При ночной посадке (22:10 по местному времени) самолёт выкатился за пределы взлётно-посадочной полосы, развалился на части и загорелся. Видимость на ВПП не превышала 300 метров.

## Спасательная операция и причины катастрофы
К месту происшествия направились спасатели. Известно о 49 выживших. Все спасённые люди были доставлены в госпиталь. Трое из них находились в тяжелом состоянии. По предварительной информации одной из причин аварии могла стать плохая погода — пилот не увидел взлетно-посадочную полосу в условиях густого тумана.

## Реакция
Сразу после авиакатастрофы «Henan Airlines» отменила все свои рейсы на неопределённый срок. В связи с происшествием лишился поста генеральный директор авиакомпании. Компания «Embraer» выразила соболезнования «Henan Airlines», пострадавшим и родным погибших.
Вечером 25 августа 2010 года получившие наиболее тяжелые травмы 15 человек были перевезены на лечение в столицу провинции, Харбин.